# ECDLP
ECDLP (Elliptic Curve Discrete Logarithm Problem) — задача дискретного логарифмирования в группе точек эллиптической кривой.
Пусть даны эллиптическая кривая E, конечно поле Fp и точки P, Q ∈ E(Fp). Задача ECDLP: найти такое k, если оно существует, что Q = [k]P.

## Определения
Эллиптической кривой E над конечным полем Fp называется кривая вида (форма Вейерштрасса):
{\displaystyle E:Y^{2}=X^{3}+aX+b}, где a, b ∈ Fp.
Набор точек на эллиптической кривой в поле Fp, включающий точку «бесконечность» (обозначается как Ο), образует конечную абелеву группу и обозначается как E(Fp).
Точка Q ∈E (Fp) называется обратной точкой к P ∈ E(Fp), если P + Q = Ο и обозначается как Q = -P.
Для натурального числа n и P ∈ E(Fp) будем считать:
{\displaystyle [n]P=\underbrace {P+P+...+P} _{n}}
Записи [n]P и nP эквиваленты. Определение можно расширить для любого целого числа n, если использовать -P.
Порядком группы точек называется число N равное мощности множества E(Fp) и обозначается как |E(Fp)| = N.
Обычно в эллиптической криптографии берутся кривые такие, что N = h * l, где h = 1, 2 или 4, а l — большое простое число.
Порядком точки P ∈ E(Fp) называется минимальное число s такое, что [s]P = Ο.
При этом образуется подгруппа {\displaystyle \langle P\rangle =\{[k]P:k={\overline {1,s}}\}} и точка P называется генератором {\displaystyle \langle P\rangle }.

## Алгоритмы решения

### Полный перебор
Является самой просто атакой в реализации. Необходимо только уметь делать операцию R = [k]P.

#### Алгоритм
1. {\displaystyle k:=1}
2. {\displaystyle R:=[k]P}
3. if {\displaystyle R=Q}, then {\displaystyle k} — решение
4. else {\displaystyle k:=k+1}; перейти к [2].

Сложность алгоритма: Ο(N).

### Алгоритм Полига — Хеллмана

#### Описание
Пусть G — подгруппа E(Fp), {\displaystyle N=|G|=\prod _{i=1}^{t}{p_{i}}^{e^{i}}} (то есть предполагается, что число N может быть факторизовано), {\displaystyle P,Q\in G} и {\displaystyle \exists k:Q=[k]P}.
Будем решать задачу о поиске k по модулю {\displaystyle {p_{i}}^{e_{i}}}, затем, используя китайскую теорему об остатках, найдем решение k по модулю N.
Из теории групп известно, что существует изоморфизм групп:
{\displaystyle \phi :G\rightarrow C_{{p_{1}}^{e_{1}}}\otimes ...\otimes C_{{p_{t}}^{e_{t}}}}
где {\displaystyle C_{{p_{i}}^{e_{i}}}} — циклическая подгруппа G, {\displaystyle |C_{{p_{i}}^{e_{i}}}|={p_{i}}^{e_{i}}}
Тогда проекция {\displaystyle \phi } на {\displaystyle C_{p^{e}}}:
{\displaystyle \phi _{p}={\begin{cases}G\rightarrow C_{p^{e}}\\R\longmapsto [{\frac {N}{p^{e}}}]R\end{cases}}}
Следовательно, {\displaystyle {\phi _{p}}(Q)=[k]{\phi _{p}}(P)} в {\displaystyle C_{p^{e}}}.
Покажем, как решить задачу в {\displaystyle C_{p^{e}}}, сведя её к решению ECDLP в {\displaystyle C_{p}}.
Пусть {\displaystyle P,Q\in C_{p^{e}}} и {\displaystyle \exists k:Q=[k]P}.
Число {\displaystyle k} определено по модулю {\displaystyle p^{e}}. Тогда можно записать k в следующем виде:
{\displaystyle k=k_{0}+{k_{1}}p+...+{k_{e-1}}p^{e-1}}
Найдем значения {\displaystyle k_{0},k_{1},...} по индукции. Предположим, известно {\displaystyle k'} — значение {\displaystyle k\ mod\ p^{t}}, то есть
{\displaystyle k'=k_{0}+...+k_{t-1}p^{t-1}}
Теперь хотим определить {\displaystyle k_{t}} и таким образом вычислить {\displaystyle k\ mod\ p^{t+1}}:
{\displaystyle k=k'+p^{t}k''}
Тогда {\displaystyle Q=[k']P+[k'']([p^{t}]P)}.
Пусть {\displaystyle Q'=Q-[k']P} и {\displaystyle P'=[p^{t}]P}, тогда {\displaystyle Q'=[k'']P'}
Теперь {\displaystyle P'} — элемент порядка {\displaystyle p^{e-t}}, чтобы получить элемент порядка {\displaystyle p} и, следовательно, свести задачу в {\displaystyle C_{p}} необходимо умножить предыдущее выражение на {\displaystyle s=p^{e-t-1}}. Т.о.
{\displaystyle Q''=[s]Q'} и {\displaystyle P''=[s]P'}
Получили ECDLP в поле {\displaystyle C_{p}} в виде {\displaystyle Q''=[k_{t}]P''}.
Предполагая, что можно решить эту задачу в {\displaystyle C_{p}}, находим решение {\displaystyle k} в {\displaystyle C_{p^{e}}}. Используя китайскую теорему об остатках, получаем решение ECDLP в {\displaystyle E(F_{p})}.
Как говорилось выше, на практике берутся эллиптические кривые такие, что {\displaystyle N=hl}, где {\displaystyle l} — очень большое простое число, что делает данный метод малоэффективным.

#### Пример
{\displaystyle Q=[k]P\ (mod\ 1009)}
{\displaystyle E:y^{2}\equiv x^{3}+71x+602\ (mod\ 1009)}
{\displaystyle P=(1,237),Q=(190,271)}
{\displaystyle N=1060=2^{2}*5*53}
{\displaystyle |\langle P\rangle |=530=2*5*53}
Шаг 1. Найти {\displaystyle k\ mod\ 2}
- Находим проекции точек на {\displaystyle C_{2}}:

{\displaystyle P_{2}=265P=(50,0)}
{\displaystyle Q_{2}=265Q=(50,0)}
- Решаем {\displaystyle Q_{2}=[k]P_{2}}

{\displaystyle k\equiv 1\ (mod\ 2)}
Шаг 2. Найти {\displaystyle k\ mod\ 5}
- Находим проекции точек на {\displaystyle C_{5}}:

{\displaystyle P_{5}=106P=(639,160)}
{\displaystyle Q_{5}=106Q=(639,849)}
- Решаем {\displaystyle Q_{5}=[k]P_{5}}

Заметим, что {\displaystyle Q_{5}=-P_{5}}, тогда {\displaystyle k\equiv 4\ (mod\ 5)}
Шаг 3. Найти {\displaystyle k\ mod\ 53}
- Находим проекции точек на {\displaystyle C_{53}}:

{\displaystyle P_{53}=10P=(32,737)}
{\displaystyle Q_{53}=10Q=(592,97)}
- Решаем {\displaystyle Q_{53}=[k]P_{53}}

{\displaystyle k\equiv 48\ (mod\ 53)}
Шаг 4. Найти {\displaystyle k\ mod\ 530}
- Из китайской теоремы об остатках для значений, полученных на предыдущих шагах 1-3, имеем, что

{\displaystyle k\equiv 419\ (mod\ 530)}

### Алгоритм Шенкса(Baby-Step/Giant-Step method)

#### Описание
Пусть {\displaystyle G=\langle P\rangle } — циклическая подгруппа {\displaystyle E(F_{p});|\langle P\rangle |=l;Q\in G}.
Представим {\displaystyle k} в виде:
{\displaystyle k=k_{0}+k_{1}\lceil {\sqrt {l}}\rceil }
Так как {\displaystyle k\leq l}, то {\displaystyle 0\leq k_{0},k_{1}<\lceil {\sqrt {l}}\rceil }.
Вычисляем список «маленьких шагов» {\displaystyle P_{i}=[i]P}, {\displaystyle 0\leq i<\lceil {\sqrt {l}}\rceil } и сохраняем пары {\displaystyle (P_{i},i)}.
Сложность вычислений: {\displaystyle O(\lceil {\sqrt {l}}\rceil )}.
Теперь вычисляем «большие шаги». Пусть {\displaystyle P'=[\lceil {\sqrt {l}}\rceil ]P}, найдём {\displaystyle Q_{j}=Q-[j]P'}, {\displaystyle 0\leq j<\lceil {\sqrt {l}}\rceil }.
Во время поиска {\displaystyle Q_{j}} пробуем найти среди сохранённых пар {\displaystyle (P_{i},i)} такую, что {\displaystyle P_{i}=Q_{j}}. Если удалось найти такую пару, то {\displaystyle k_{0}=i,k_{1}=j}.
Или, что то же самое:
{\displaystyle [i]P=Q-[j\lceil {\sqrt {l}}\rceil ]P,}
{\displaystyle [i+j\lceil {\sqrt {l}}\rceil ]P=Q}.
Сложность вычислений «больших шагов»:{\displaystyle O(\lceil {\sqrt {l}}\rceil )}.
В таком случае общая сложность метода {\displaystyle O({\sqrt {l}})}, но также требуется {\displaystyle S({\sqrt {l}})} памяти для хранения, что является существенным минусом алгоритма.

#### Алгоритм
1. {\displaystyle m:=\lceil {\sqrt {l}}\rceil }
2. {\displaystyle \mathbf {for} \ i:=1\ \mathbf {to} \ m\ \mathbf {do} }
{\displaystyle R:=[i]P}
сохранить {\displaystyle (R,i)}
3. {\displaystyle \mathbf {for} \ j:=1\ \mathbf {to} \ m\ \mathbf {do} }
{\displaystyle T:=Q-[j\lceil {\sqrt {l}}\rceil ]P}
проверить {\displaystyle T} в списке [2]
4. {\displaystyle \mathbf {if} \ T=R\ \mathbf {then} }
{\displaystyle k:=i+j\lceil {\sqrt {l}}\rceil \ (mod\ l)}
{\displaystyle \mathbf {return} \ k}

### ρ-метод Полларда

#### Описание
Пусть {\displaystyle G=\langle P\rangle } — циклическая подгруппа {\displaystyle E(F_{p});|G|=r;Q\in G}.
Основная идея метода — найти различные пары {\displaystyle (c',d')} и {\displaystyle (c'',d'')} по модулю {\displaystyle r} такие, что {\displaystyle [c']P+[d']Q=[c'']P+[d'']Q}.
Тогда {\displaystyle [c'-c'']P=[d''-d']Q} или {\displaystyle Q={\frac {c'-c''}{d''-d'}}P\ (mod\ r)}. Следовательно, {\displaystyle k\equiv {\frac {c'-c''}{d''-d'}}\ (mod\ r)}.
Чтобы реализовать эту идею, выберем случайную функцию для итераций {\displaystyle f:G\rightarrow G}, и случайную точку {\displaystyle P_{0}} для начала обхода. Следующая точка вычисляется как {\displaystyle P_{i+1}=f(P_{i})}.
Так как {\displaystyle G} — конечная, то найдутся такие индексы {\displaystyle i<j}, что {\displaystyle P_{i}=P_{j}}.
Тогда {\displaystyle P_{i+1}=f(P_{i})=f(P_{j})=P_{j+1}}.
На самом деле {\displaystyle P_{i+l}=P_{j+l}}, для {\displaystyle \forall l\geq 0}.
Тогда последовательность {\displaystyle \{P_{i}\}} — периодична с периодом {\displaystyle j-i} (см. рис).
Так как f случайная функция, то, согласно парадоксу дней рождения, совпадение случится примерно через {\displaystyle {\sqrt {\frac {\pi r}{2}}}} итераций. Для ускорения поиска коллизий используется метод, придуманный Флойдом для поиска длины цикла: вычисляется сразу пара значений {\displaystyle (P_{i},P_{2i})} для {\displaystyle i=1,2,...}, пока не найдется совпадение.

#### Алгоритм
1. Инициализация.
Выбрать число ветвей L (обычно берётся 16)
Выбрать функцию {\displaystyle H:\langle P\rangle \rightarrow {1,2,...,L}}
2. Вычисление {\displaystyle [a_{i}]P+[b_{i}]Q}.
{\displaystyle \mathbf {for} \ i:=1\ \mathbf {to} \ L\ \mathbf {do} }
Взять случайные {\displaystyle a_{i},b_{i}\in [0,r-1]}
{\displaystyle R_{i}:=[a_{i}]P+[b_{i}]Q}
3. Вычисление {\displaystyle [c']P+[d']Q}.
Взять случайные {\displaystyle c',d'\in [0,r-1]}
{\displaystyle X':=[c']P+[d']Q}
4. Подготовка к циклу.
{\displaystyle X'':=X',c'':=c',d'':=d'}
5. Цикл.
{\displaystyle \mathbf {repeat} }
{\displaystyle j:=H(X')}
{\displaystyle X':=X'+R_{j}}
{\displaystyle c':=c'+a_{j}\ (mod\ r)}
{\displaystyle d':=d'+b_{j}\ (mod\ r)}
{\displaystyle \mathbf {for} \ i:=1\ \mathbf {to} \ 2\ \mathbf {do} }
{\displaystyle j:=H(X'')}
{\displaystyle X'':=X''+R_{j}}
{\displaystyle c'':=c''+a_{j}\ (mod\ r)}
{\displaystyle d'':=d''+b_{j}\ (mod\ r)}
{\displaystyle \mathbf {until} \ X'=X''}
6. Выход.
{\displaystyle \mathbf {if} d'\neq d''\ \mathbf {then} }
{\displaystyle k\equiv {\frac {c'-c''}{d''-d'}}\ (mod\ r)}
{\displaystyle \mathbf {else} } ОШИБКА или запустить алгоритм ещё раз.

Сложность алгоритма: {\displaystyle O({\sqrt {r}})}.

#### Пример
{\displaystyle Q=[k]P\ (mod\ 229)}
{\displaystyle E:y^{2}\equiv x^{3}+x+44\ (mod\ 229)}
{\displaystyle P=(5,116),Q=(155,166)}
{\displaystyle |\langle P\rangle |=239}
Шаг 1.Определить функцию.
- {\displaystyle H:\langle P\rangle \rightarrow {1,2,3,4}}
- {\displaystyle H(x,y)=(x\ mod\ 4)+1}
- {\displaystyle (a_{1},b_{1},R_{1})=(79,163,(135,117))}
- {\displaystyle (a_{2},b_{2},R_{2})=(206,19,(96,97))}
- {\displaystyle (a_{3},b_{3},R_{3})=(87,109,(84,62))}
- {\displaystyle (a_{4},b_{4},R_{4})=(219,68,(72,134))}

Шаг 2. Итерации.
{\displaystyle {\begin{array}{c|c c c|c c c}Iteration&c'&d'&[c']P+[d']Q&c''&d''&[c'']P+[d'']Q\\\hline 0&54&175&(39,159)&54&175&(39,159)\\1&34&4&(160,9)&113&167&(130,182)\\2&113&167&(130,182)&180&105&(36,97)\\3&200&37&(27,17)&0&97&(108,89)\\4&180&105&(36,97)&46&40&(223,153)\\5&20&29&(119,180)&232&127&(167,57)\\6&0&97&(108,89)&192&24&(57,105)\\7&79&21&(81,168)&139&111&(185,227)\\8&46&40&(223,153)&193&0&(197,92)\\9&26&108&(9,18)&140&87&(194,145)\\10&232&127&(167,57)&67&120&(223,153)\\11&212&195&(75,136)&14&207&(167,57)\\12&192&24&\mathbf {(57,105)} &213&104&\mathbf {(57,105)} \\\end{array}}}
Шаг 3. Обнаружение коллизии.
- При {\displaystyle i=12}: {\displaystyle [192]P+[24]Q=[213]P+[104]Q=(57,105)}
- Получаем, что {\displaystyle k\equiv {\frac {192-213}{104-24}}\equiv 176\ (mod\ 229)}